# Pierre Jannet
 (juin 2023).
Si vous disposez d'ouvrages ou d'articles de référence ou si vous connaissez des sites web de qualité traitant du thème abordé ici, merci de compléter l'article en donnant les références utiles à sa vérifiabilité et en les liant à la section « Notes et références ».
Pierre Jannet, né le 5 janvier 1820 à Saint-Germain-de-Grave et mort le 23 novembre 1870 à Paris, est un bibliophile et bibliographe français.

## Biographie
S’étant fait éditeur, Jannet publia, avec le concours de Ternaux-Compans, la Bibliothèque elzévirienne, élégante collection des auteurs français du XVIe siècle, dont il prépara lui-même plusieurs volumes : l’Ancien Théâtre Français, les Facétieuses de Straparole, etc.
Il a rédigé divers recueils de bibliographie.